# Robrecht I van Namen
De afkomst van Robrecht I van Namen (ca. 925 - 974/981) is onduidelijk, mogelijk was hij een zoon van Berengarius van Namen. Hij werd in 946 graaf van de Lommegouw (Namen). Robrecht stelde zich onafhankelijk op tegenover aartsbisschop Bruno van Keulen, die ook hertog van Lotharingen was. Hij steunde een opstand van een graaf Immo en legde Bruno's edict naast zich neer om de versterkingen af te breken die gebouwd waren zonder de toelating van de hertog. Hij vergrootte juist het kasteel van Namen.
Robrechts echtgenote is onbekend gebleven. Op grond van naamgevingen worden als mogelijke echtgenotes gezien:
- Oda of Ermengarde, dochters van Otto van Verdun
- Liutgard, dochter van Adalbert van Metz

Robrecht kreeg de volgende kinderen:
- Albrecht I (- ca. 1010), opvolger van zijn vader
- Giselbert
- Ratboud
- een onbekende zoon
- mogelijk een dochter Liutgard, getrouwd met Arnulf van Kamerijk